# Liste der Monuments historiques in Val-de-Moder
Die Liste der Monuments historiques in Val-de-Moder führt die Monuments historiques in der französischen Gemeinde Val-de-Moder auf.

## Liste der Bauwerke
| Bezeichnung      | Beschreibung | Standort                               | Kennzeichnung | Schutzstatus | Datum | Bild           |
| ---------------- | --- | -------------------------------------- | ------------- | ------------ | ----- | -------------- |
| Mairie           | dreigeschossiger Massivbau mit Hallenerdgeschoss, erbaut 1837, mit Inschriftensteinen, bezeichnet 1563, 1564, 1814 und 1817 | Pfaffenhoffen, rue du Marché (Lage)    | PA00084893    | Inscrit      | 1935  | weitere Bilder |
| Synagoge         | Massivbau, 1791 erbaut | Pfaffenhoffen, rue du temple (Lage)    | PA00084894    | Classé       | 1992  | weitere Bilder |
| Friedhofskapelle | Friedhofskapelle, 18. oder 19. Jahrhundert, mit Bauteilen des ehemaligen Beinhauses, bezeichnet ab 1587                     | Pfaffenhoffen, rue des Tanneurs (Lage) | PA00084892    | Inscrit      | 1984  | weitere Bilder |

## Liste der Objekte
| Bezeichnung       | Beschreibung | Standort                                                                  | Kennzeichnung | Schutzstatus | Datum | Bild           |
| ----------------- | --- | ------------------------------------------------------------------------- | ------------- | ------------ | ----- | -------------- |
| Waschbecken       | in die Wand eingelassenes Kijor; Sandstein und Zink, 1744/45; aus der Synagoge von Mulhausen                                                              | Pfaffenhoffen, in der Synagoge (Lage)                                     | PM67001346    | Inscrit      | 1988  |                |
| Toraschrein       | Sandstein, farbig gefasst und vergoldet, 1791 | Pfaffenhoffen, in der Synagoge (Lage)                                     | PM670002302   | Classé       | 1988  | weitere Bilder |
| Pietà             | Holz, farbig gefasst und vergoldet, Ende des 15. Jahrhunderts                                                                                             | Ringeldorf, in der Kirche Nativité-de-la-Bienheureuse-Vierge-Marie (Lage) | PM67000817    | Classé       | 1998  |                |
| Hauptaltar        | Altartisch, Tabernakel, Podest und zwei Skulpturen; Holz, farbig gefasst und vergoldet, zweite Hälfte des 18. Jahrhunderts; Gemälde von Carola Sorg, 1902 | Ringeldorf, in der Kirche Nativité-de-la-Bienheureuse-Vierge-Marie (Lage) | PM67000818    | Classé       | 1998  |                |
| Zwei Seitenaltäre | jeweils Wandaltar mit Gemälde; Holz, farbig gefasst und vergoldet, sowie Ölfarbe auf Leinwand, zweite Hälfte des 18. Jahrhunderts                         | Ringeldorf, in der Kirche Nativité-de-la-Bienheureuse-Vierge-Marie (Lage) | PM67001353    | Inscrit      | 1996  |                |
| Kanzel            | Eichenholz, 1822 | Ringeldorf, in der Kirche Nativité-de-la-Bienheureuse-Vierge-Marie (Lage) | PM67001354    | Inscrit      | 1996  |                |